# I Just Want to See His Face
«I Just Want to See His Face» — песня британской рок-группы the Rolling Stones, она появилась на их альбоме Exile on Main St. 1972 года. Она была написана дуэтом Мика Джаггера и Кита Ричардса.

## История
В 1992 году Джаггер прокомментировал написание песни:
"I Just Want to See His Face" появилась из джема Чарлли Уоттса и Мика Тейлора... Я думаю изначально она была заслугой троих, хотя потом к нам присоединились многие другие. Это был совершенный джем. Я написал песню, так чтобы мелодия поднималась и опускалась там, где играли Чарли и Мик. Это то как я помню это, как бы то ни было.

## Рецензии
Музыкальный критик Билл Янович писал: «в песне „I Just Want to See His Face“ группа исследует американские жанры музыки, в особенности кантри, блюз, фолк и южный соул». «… песня звучит старинно и словно с другой планеты; болотистая песня, с признаками религиозности, записанная с нарочитым звучанием, чтобы казаться, что она давний документ о собрании по поводу возрождения церковного подвала». Блюзовая и мрачная атмосфера песни вызывает восхищения у других артистов. Певец и автор песен Том Уэйтс назвал её лучшей песней с его любимой пластинки: «Эта песня оказала огромное влияние на меня, именно по ней я учился петь высоким фальцетом, которым поёт Джаггер. Когда он начинает петь словно девочка, я схожу с ума». «Это как древо жизни. Эта запись — настоящий водопой».
На эту песню записали кавер-версии такие группы как Phish, Blind Boys of Alabama и the Black Crowes.

## Запись
Отсылки к религии, которые присутствуют на нескольких песнях с альбома объясняются участием Билли Престона в финальных сессиях в Лос-Анджелесе. Престон взял Джаггера на субботнюю службу. Первая запись песни состоялась в 1970 году на студии Olympic Studios, с последующем добавлением «овердабов» на студии Sundet Sound Studios в начале 1972 года. На той записи Джаггер исполняет вокал и играет на электропианино, Мик Тейлор играет на бас-гитаре, Билл Пламмер на контрабасе. Чарли Уоттс играет на ударных, продюсер Джимми Миллер играет на перкуссии. Кладия Кинг, Веннета Филдс и Джерри Кирклэнд исполняют партию бэк-вокала.
Бобби Витлок отметил, что он играл на пианино на этом треке. Он так описывал создание этой песни:
Я играю на электропианино на этой песне. Всё это случилось после того как Мик спросил меня про моего отца, который был священником и смогу ли я передать это чувство. Это были результаты. Я включил вибрато и начал играть, Мик Тейлор начал играть на бас-гитаре, Чарли начал играть на ударных и Мик Джаггер запел. „Всё в порядке, всё в порядке, я не хочу говорить об Иисусе, я лишь хочу увидеть его лицо“. Песня была записана на студии Olympic Studios в Лондоне.